# Uriel Bertran i Arrué
Uriel Bertran i Arrué (Badalona, 11 de juliol de 1976) és un economista i polític català. Des de 2007 fins a 2010 va liderar Esquerra Independentista, un corrent intern d'ERC que proposava un canvi d'estratègia del partit, més coherent amb la seva ideologia independentista, republicana i d'esquerres.
Actualment forma part de Solidaritat Catalana per la Independència i d'Independentistes d'Esquerres. En les eleccions al Parlament de Catalunya de 2010 va ser elegit diputat per la circumscripció de Barcelona.

## Joventut política
El 1993, a disset anys, va fundar el Casal l'Estel de Badalona i va entrar a militar a les Joventuts d'Esquerra Republicana de Catalunya (JERC). L'any següent ho feu a Esquerra Republicana de Catalunya (ERC). Després d'alguns anys a l'executiva de la Regional 1 (Maresme, Baix Llobregat, Vallès i Barcelonès Nord), el 1997 fa el salt al nivell nacional en ser escollit Portaveu Nacional de les JERC, càrrec que revalidaria dues vegades fins a 2003. Com a màxim dirigent de les joventuts, Bertran fou present a la direcció nacional d'Esquerra Republicana.
En aquesta etapa era membre també de l'Assemblea Antimilitarista de Catalunya, motiu pel qual es va declarar insubmís quan fou cridat a fer el servei militar. Això li valgué l'arrest dels tribunals militars.

## Formació
Bertran és llicenciat en Economia per la Universitat Pompeu Fabra i màster en Economia per la Universitat de Barcelona (2015). Ha fet estudis de grau mitjà al Conservatori Superior de Música de Barcelona i té el títol de tècnic d'esport de base, atorgat per la Generalitat de Catalunya. L'any 1993 va rebre el Premi CIRIT de foment a l'esperit científic del jovent i ha treballat com a economista a l'empresa Condis a Badalona (1997-2000).
Actualment és professor associat de la Facultat d'Economia i Empresa de la Universitat de Barcelona, a l'Escola Superior de Comerç i Distribució (ESCODI) de Terrassa i a CIEE Barcelona Study Center. També ha impartit cursos a la Universitat Catalana d'Estiu. Sovint escriu a diverses publicacions catalanes, com ara l'Avui, El Punt, El Periódico de Catalunya i El Temps.

## Polític
A les eleccions catalanes del 16 de desembre del 2003 fou elegit diputat al Parlament de Catalunya per la llista d'ERC. Aquest partit, juntament amb el PSC i IC-V, va protagonitzar la primera alternança a la Generalitat després de vint-i-tres anys de presidència de Jordi Pujol (CiU). En aquell moment, Uriel Bertran abandonà el lideratge de les JERC, coincidint amb la proximitat de la seva majoria d'edat en aquella organització, per centrar-se en la política d'Esquerra.
El juliol del 2004, el Congrés Nacional del partit el va escollir com a Secretari Nacional d'Imatge i Comunicació. Des d'aquesta nova responsabilitat va dissenyar la campanya pel "no" al referèndum de l'Estatut d'autonomia del 2006, el qual havia estat sensiblement modificat pel Congrés espanyol respecte al que havia aprovat prèviament el Parlament català. Tornà a concórrer a les eleccions del novembre de 2006 i va ser elegit diputat una altra vegada.
Però la pèrdua de dos diputats en aquella contesa, els mals resultats a les posteriors municipals del maig del 2007 i la manca d'ambició política del "Segon Tripartit" després de l'esgotament de la via estatutària el va empènyer a liderar un manifest intern dins d'Esquerra Republicana de Catalunya. Aquest manifest es feu públic el 5 de juny del 2007: exigia l'inici del procés per arribar a convocar un referèndum nacional sobre la independència de Catalunya i la convocatòria del Congrés Nacional del partit per debatre aquest projecte. Joan Puigcercós l'obligà a dimitir de la Direcció d'Esquerra Republicana de Catalunya immediatament.
Posteriorment, Uriel Bertran va liderar un corrent de pensament dins d'ERC anomenat Esquerra Independentista, en el qual hi havia també altres militants de renom, com l'economista Elisenda Paluzie, el professor de Dret Constitucional Hèctor López Bofill i la científica Pilar Dellunde. El seu objectiu era el rellançament d'ERC després de les reiterades davallades electorals.
El juliol del 2010 va crear, juntament amb Joan Laporta i Alfons López Tena, el moviment Solidaritat Catalana per la Independència, coalició política que es presentà a les eleccions al Parlament de Catalunya la tardor del 2010 i amb la qual va ser elegit diputat. El juliol de 2010 va deixar de ser militant d'ERC.
A les eleccions al Parlament de Catalunya de 2012 es va presentar com a número 2 de Solidaritat Catalana per la Independència a la circumscripció de Barcelona però no va renovar l'acta de diputat, ja que la candidatura es va quedar sense representació.

## Obres
- Bertran, Uriel; Talamoni, Jean-Guy; Sale, Gavino. De l'autonomia a l'autodeterminació.  Llibres de l'Índex, 2006. ISBN 84-96563-19-7.
- Bertran, Uriel; López Bofill, Hèctor. Montenegro sí, Catalunya també.  Ara Llibres, 2006. ISBN 978-84-962018-3-5.
- Bertran, Uriel; López Bofill, Hèctor; Dellunde i Calvé, Pilar [et al.].. Independència 2014. El full de ruta d'Esquerra Independentista.  Dux Editorial, 2007. ISBN 978-84-935933-2-2.